# Franklin (contea di Venango, Pennsylvania)
Franklin è un comune (city) degli Stati Uniti d'America, situato nello stato della Pennsylvania, nella contea di Venango.